# Лемен
Лемен (нем. Lehmen) — община в Германии, в земле Рейнланд-Пфальц.
Входит в состав района Майен-Кобленц. Подчиняется управлению Унтермозель. Население составляет 1373 человека (на 31 декабря 2010 года). Занимает площадь 10,24 км².
Коммуна подразделяется на 2 сельских округа.